# 火箭实验室
火箭实验室（英语：Rocket Lab）是一家美国私营航空航天制造商和小型卫星发射服务提供商，由新西兰工程师彼得·贝克在2006年创立，并于2013年在美国加州设立了总部，在新西兰拥有全资子公司。该公司开发小型火箭，并进行商业火箭发射服务。其开发的轻型火箭Electron能将最高150kg负荷发射到距离地表500公里的轨道。2017年5月完成首次发射，2018年11月11日成功发射正式投入运营的火箭，共七颗商業立方衛星。2019年，将6枚火箭送入太空。2022年5月，火箭实验室用直升機在空中成功攔截一節重回大氣層的火箭推進器。2024年中期，该公司进入中子号火箭（Neutron）开发过程的发动机测试阶段。

## 设施

### 火箭实验室1号发射复合体
火箭实验室于2015年11月宣布，在新西兰北岛玛希亚半岛建设发射场，2016年9月26日该设施正式开放。该场地被许可在未来30年内，每72小时可以发射一次火箭。
截至2020年10月28日，1号发射复合体共进行了16次轨道发射。

### 中大西洋地區太空中心0號發射臺
2018年10月，火箭实验室宣布0B发射台作为其第二个发射场，2019年12月，完成建造工作。2020年4月，完成首次火箭测试工作。